# 库尔松
库尔松（法語：Courçon，法語發音：[kuʁsɔ̃]）是法国滨海夏朗德省的一个市镇，位于该省北部，属于拉罗谢尔区。

## 地理
库尔松（46°14'38"N, 0°48'43"W）面积19.11 平方千米，位于法国新阿基坦大区滨海夏朗德省，该省份为法国西部滨海省份，北起旺代省，西临大西洋，南至吉倫特省，东南接多爾多涅省，东北接德塞夫勒省接壤，东临夏朗德省。
与库尔松接壤的市镇（或旧市镇、城区）包括：伯农、费里耶尔、米尼翁河畔拉格雷沃、拉龙德、圣西尔迪多雷。
库尔松的时区为UTC+01:00、UTC+02:00（夏令时）。

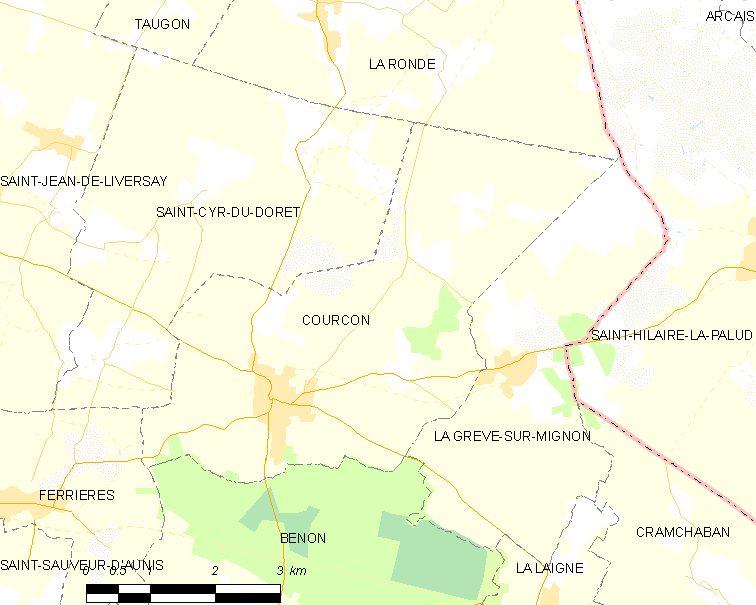
库尔松的OSM定位图

## 行政
库尔松的邮政编码为17170，INSEE市镇编码为17127。

## 政治
库尔松所属的省级选区为马朗县。

## 交通
滨海夏朗德省省道D114线、D116线、D116E2线等在境内交汇。

## 人口

1962-2008年间库尔松人口变化图示

库尔松于2022年1月1日时的人口数量为2081人。